# Johann Carl Böse

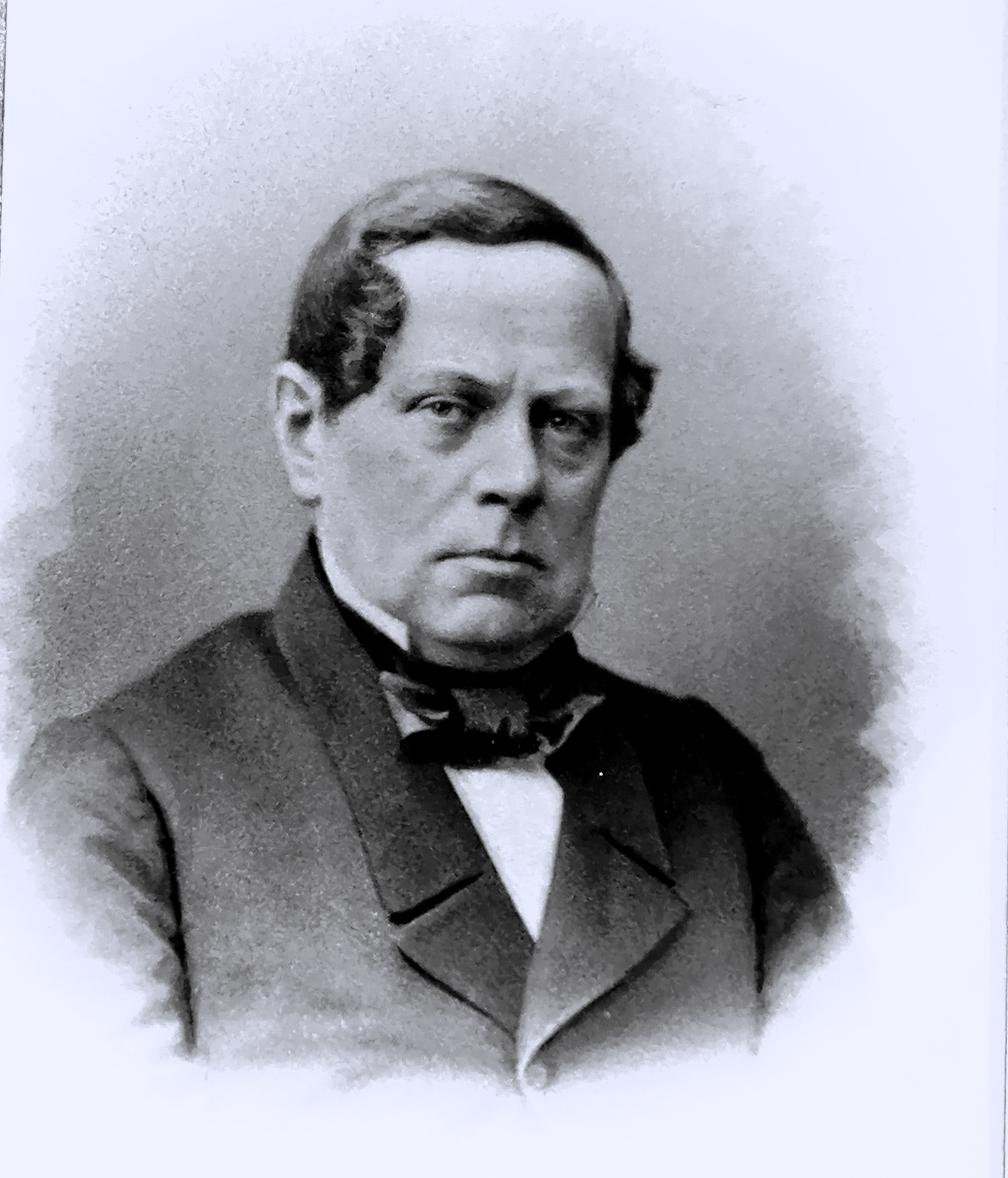
Senator Johann Carl Böse

Johann Carl Böse (* 3. Juli 1802 in Lübeck; † 9. Januar 1870 ebenda) war ein deutscher Jurist und Senator der Hansestadt Lübeck.

## Leben
Böse war Sohn des Kaufmanns und späteren Stadthauptmanns von Travemünde Andreas Friedrich Böse (1773–1843). Er studierte Rechtswissenschaften und promovierte zum Dr. beider Rechte. Nach dem bestandenen Staatsexamen wurde er Protokollführer und später Konsulent der Schonenfahrer in Lübeck. 1836 wurde er Landgerichtsprokurator in Lübeck. Als Konsulent der Schonenfahrer in die Verfassungsreform von 1848 eingebunden wurde erster Protokollführer des Bürgerausschusses der Lübecker Bürgerschaft. 1851 Aktuar des Nieder- und Stadtgerichts. 1859 wurde er von Bürgerschaft und Senat als Ersatz für den verstorbenen Senator Hermann von der Hude als Jurist in außerordentlicher Wahl zum Senator der Hansestadt Lübeck gewählt. Im Senat arbeitet er eng mit seinem Schwager Heinrich Theodor Behn zusammen. Seine Arbeitsgebiete waren die neue Gerichtsverfassung und der Anschluss Lübecks an den Zollverein.
Böse war seit 1833 verheiratet mit Fanny, der ältesten Tochter des Lübecker Arztes Georg Heinrich Behn.